# Bollerup borg
Bollerup borg is een kasteel in de gemeente Tomellilla in het Zweedse landschap Skåne en de provincie Skåne län. In bronnen wordt het kasteel vanaf de dertiende eeuw vermeld. Het kasteel is in brand gestoken in 1525, maar daarna gerestaureerd. 

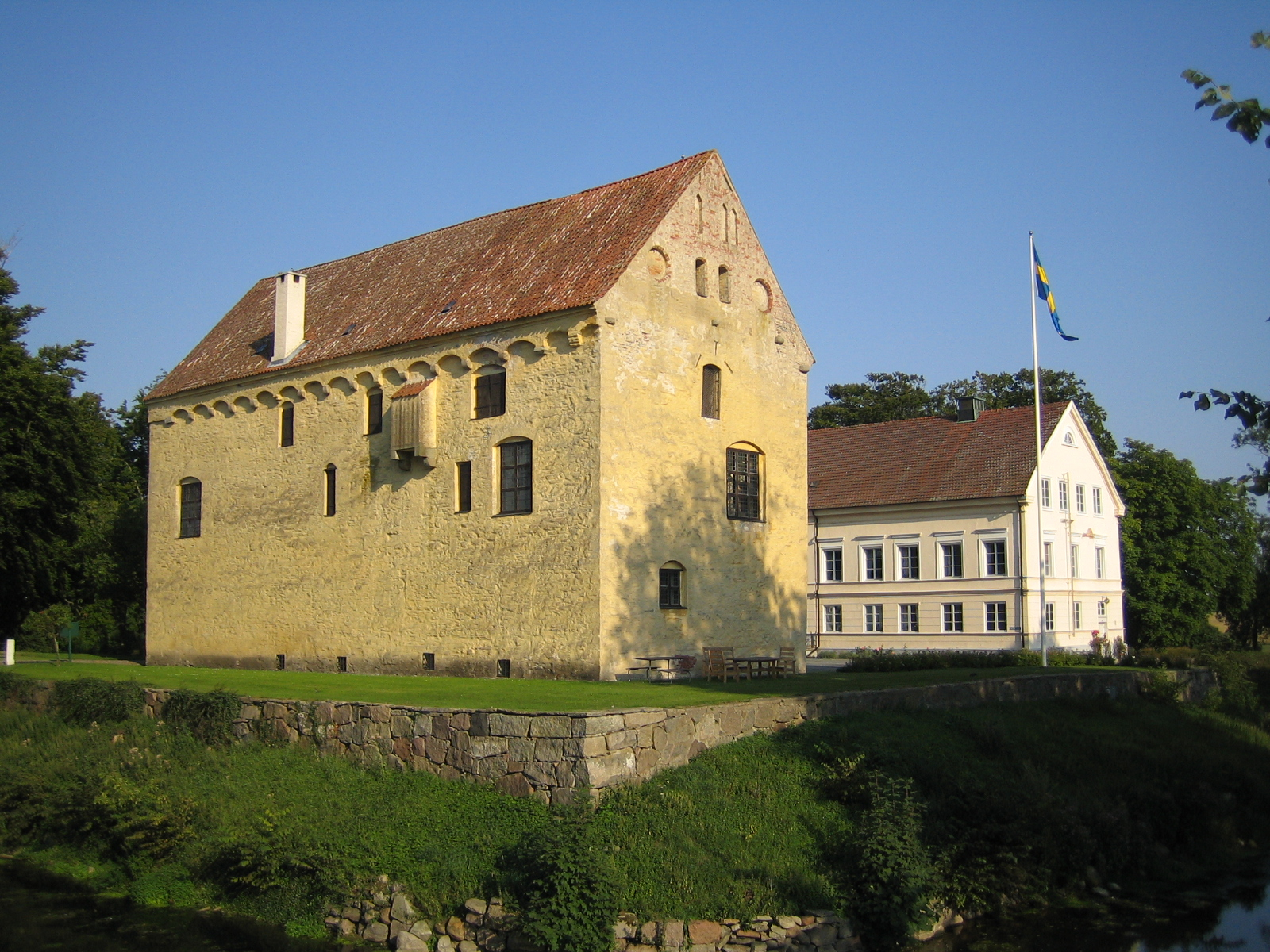
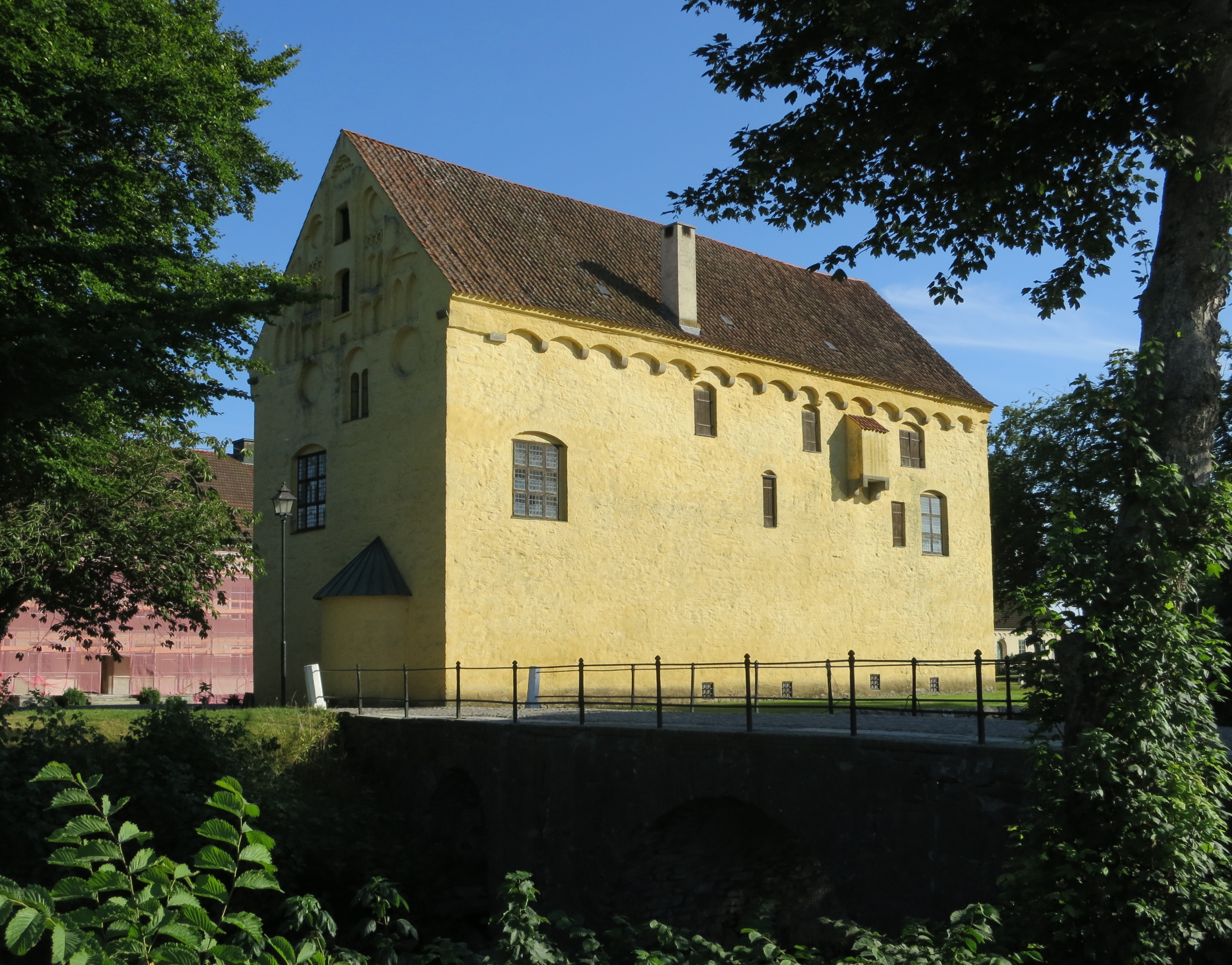

Tomelilla · Brösarp · Onslunda · Smedstorp · Lunnarp · Spjutstorp · Eljaröd · Ramsåsa · Benestad · Andrarum